# Colmesneil
Colmesneil è una città degli Stati Uniti d'America, situata nello Stato del Texas, nella Contea di Tyler.